# Anglin (település)
Anglin az Amerikai Egyesült Államok északnyugati részén, Washington állam Okanogan megyéjében elhelyezkedő önkormányzat nélküli település.
Anglin postahivatala 1902 és 1921 között működött. A település névadója T. S. Anglin postamester.

## Fordítás
Ez a szócikk részben vagy egészben  az   Anglin, Washington című angol Wikipédia-szócikk ezen változatának fordításán alapul.  Az eredeti cikk szerkesztőit annak laptörténete sorolja fel. Ez a jelzés csupán a megfogalmazás eredetét és a szerzői jogokat jelzi, nem szolgál a cikkben szereplő információk forrásmegjelöléseként.